# Zieglergasse (metropolitana di Vienna)
Zieglergasse è una stazione della linea U3 della metropolitana di Vienna situata sotto Mariahilfer Straße al confine tra il 6º e il 7º distretto. La stazione è entrata in servizio il 4 settembre 1993, nel contesto del secondo prolungamento della linea U3 tra Volkstheater e Westbahnhof.

## Descrizione
La stazione si sviluppa in sotterranea su tre livelli. L'accesso ai treni avviene su gallerie separate a binario unico per ciascuna direzione, disposte su livelli sovrapposti, con banchine disposte lateralmente. L'uscita su Mariahilfer Straße è accessibile tramite scale mobili e ascensori. La distanza di questa stazione rispetto alle due fermate adiacenti (Neubaugasse e Westbahnhof) è una delle più corte dell'intera rete metropolitana, al punto che è possibile trasferirsi a piedi da una stazione all'altra in pochi minuti.
Nei pressi della stazione si trova anche l'ex deposito dei mobili della corte imperiale (Hofmobiliendepot), di proprietà del Castello di Schönbrunn.

## Ingressi
- Mariahilfer Straße
- Otto-Bauer-Gasse
- Schottenfeldgasse